# Ilex uraiensis
Ilex uraiensis là một loài thực vật có hoa trong họ Aquifoliaceae. Loài này được Mori & Yamamoto mô tả khoa học đầu tiên năm 1932.